# Robin Gandy
Robin Oliver Gandy (22 de setembro de 1919 — 20 de novembro de 1995) foi um matemático britânico.
Foi aluno e ajudante de Alan Turing, tendo sido orientado por Turing durante o seu doutorado na Universidade de Cambridge (obteve o título em 1953), onde trabalharam juntos.